# Walter Hohmann
Walter Hohmann (18. března 1880 Hardheim – 11. března 1945 Essen) byl německý vědec, který významně přispěl k rozvoji nebeské mechaniky a teorie kosmických letů. V roce 1925 publikoval metodu, jak s minimální spotřebou paliva uskutečnit let mezi planetami.

## Životopis
Vystudoval na Vysoké škole technické v Mnichově obor stavební inženýrství. Od roku 1904 pracoval jako statik v řadě stavebních firem ve Vídni, Hannoveru, Berlíně a Vratislavi. V roce 1912 se stal radou na stavebním úředu v Essenu. Studoval dál na Rýnsko-vestfálské vysoké škole technické v Cáchách, kde na závěr studií získal titul doktora v oboru stavebního inženýrství. Byl aktivním členem spolku Verein für Raumschiffahrt. Později svou zálibu kolem raketového výzkumu opustil v obavě ze jeho zneužití nacisty.
Po bombardování Essenu spojenci zemřel po šoku a vyčerpání.

## Uctění památky
Na jeho počest se optimální meziplanetární dráha nazývá Hohmannova elipsa nebo nesprávně Hohmannova přechodová dráha.
Jeden z kráterů na Měsíci byl pojmenován jeho jménem.